# Prardhana
Prardhana è un film del 1991 diretto da Vijay K. Bhaskar.